# Eva Kostolányiová
Eva Kostolányiová (2. listopadu 1942 Trnava – 3. října 1975 Bratislava) byla slovenská zpěvačka, tanečnice a herečka.

## Stručný životopis
Jako patnáctiletá účinkovala v Slovenském lidovém uměleckém kolektivu (SĽUK) a od roku 1960 ve Vojenském uměleckém souboru kapitána Jána Nálepky. V letech 1967–1968 jako zpěvačka Městského domu kultury a osvěty v Bratislavě. Od roku 1968 působila jako svobodná umělkyně. Vystupovala s kapelou Ľuba Beláka. Později účinkovala jako zpěvačka v orchestru Braňa Hronce, se kterým absolvovala vystoupení doma, v SRN, Švédsku i Švýcarsku. Zpívala se skupinou Modus. Po založení vlastní skupiny Hej vystupovala v Bulharsku, Polsku, Sovětském svazu a na Kubě. Měla příjemný hlas, kultivovaný projev a pěkné taneční pohyby. Její repertoár tvořily zejména písně lyrické a melodické. Její písně často zněly v Slovenském rozhlasu a v Slovenské televizi (uvedla se programem Vyberte si pesničku). Nazpívala a nahrála více populárních písní, které vyšly na singlech i LP – Príma panoptiku, Ruka s kvetom, Luna sype zo zástery, Kade chodieva láska a mnohé jiné. V roce 1972 úspěšně zvládla hlavní roli Nitušky v televizní úpravě známé operety Mam’zelle Nitouche. Ocenění získala i na festivalu populární písně Bratislavská lyra v roce 1972 za píseň Farebný sen, II. místo a Cenu diváka v duetu s Ľubošem Novotným za píseň Zmysel nemých slov a v roce 1974 II. místo za píseň Dobré ráno želám. Zúčastnila se mezinárodního festivalu populární hudby v irském Castelbaru s V. Oravcem. Jako devětadvacetiletou ji postihla rakovina prsu, které v roce 1975 podlehla.

## Diskografie
- 1972 Eva Kostolányiová – Opus, LP
- 1988 Piesne, LP
- 1994 Hviezdna láska – RB, Rádio Bratislava
- 1995 Tak málo stačí – Opus, CD
- 2002 Zlatý kľúč – RB, Rádio Bratislava, CD
- 2006 20 Naj – Opus EAN 8584019 273027, CD

## Kompilace
- 2005 Retrohity – Slovak Radio Records - 05. Až bude pokosená tráva
- 2007 20 Naj Retro Vianoce – Opus – 13. Zimné kvety
- (2012) připravuje se vydání další kompilace s názvem "Rúžová rozprávka"